# Želva trojkýlná
Želva trojkýlná (Melanochelys tricarinata) je druh želvy rodu Melanochelys. Druh popsal Edward Blyth v roce 1856. 

## Výskyt
Vyskytuje se v severním Bangladéši, jižním Nepálu a v indických státech Arunáčalpradéš, Ásám, Bihár, Uttarpradéš a Západní Bengálsko. Jde o zcela suchozemskou želvu.

## Rozmnožování
Samičky kladou v zimních měsících jedno až tři vejce. Vajíčka jsou dlouhá 38 až 47 milimetrů a široká 23 až 27 milimetrů. Vajíčka se líhnou po 60 až 72 dnech, dochází k tomu v únoru, dubnu nebo květnu. 